# فيسنتي غارسيا غونزاليس
فيسنتي غارسيا غونزاليس (بالإسبانية: Vicente García González )‏ (و. 1833 – 1886 م) هو عسكري إسباني، ولد في لاس توناس، ويحمل رتبة عسكرية فريق أول، توفي عن عمر يناهز 53 عاماً.